# (37733) 1996 UD1
1996 يو دي 1 (ويعرف أيضًا باسم (37733) 1996 يو دي 1 وفق تسمية الكوكب الصغير) (بالإنجليزية: 1996 UD1)‏ هو كويكب ضمن حزام الكويكبات؛ وترتيبه 37733 من حيث الاكتشاف.
اكتُشف هذا الجُرم الفلكي بواسطة Stephen P. Laurie ‏ في 16 أكتوبر 1996.

## وصلات خارجية
- (37733) 1996 UD1 في قاعدة بيانات مختبر الدفع النفاث لأجرام النظام الشمسي الصغيرة

- الاكتشاف · مخطط المدار ·  العناصر المدارية · المعلمات المادية

- (37733) 1996 UD1 على موقع ويكي سكاي: DSS2, SDSS, GALEX, IRAS, Hydrogen α, X-Ray, Astrophoto, Sky Map, Articles and images